# Costa Rica-i férfi kézilabda-válogatott
A Costa Rica-i férfi kézilabda-válogatott Costa Rica nemzeti kézilabda-válogatottja, amelyet a Costa Rica-i Kézilabda Szövetség irányít. A csapat eddig nem ért el jelentősebb nemzetközi sikereket, a 2015-ös közép-amerikai kézilabda bajnokságon 2. helyezést ért el.

## Eredményei

### Pánamerikai-bajnokság
- 1996 – 8.

### Közép-amerikai-bajnokság
| Év   | Forduló | Hely | M | Gy | D | V | G+  | G- |
| ---- | ------- | ---- | - | -- | - | - | --- | -- |
| 2015 | döntő   | 2.   | 4 | 3  | 0 | 1 | 121 | 78 |

## Jelenlegi keret
Edző: Solón Jarquín Jarquín
Kapusedző: Jorge Ocampo Arce
| No. | Poszt | Név                        | Születési dátum (életkor)      | Magasság | Vál. | Gólok | Klub                               |
| --- | ----- | -------------------------- | ------------------------------ | -------- | ---- | ----- | ---------------------------------- |
| 12  | GK    | Franz Taylor Bonilla       | 2014. április 11. (-33 évesen) | 1.83 m   |      |       | Ciemhcavi                          |
| 1   | GK    | Carlos Luis Sanchez Castro | 2014. március 11. (-28 évesen) | 1.73 m   |      |       | Ciemhcavi                          |
| 11  | CB    | Rafael de la Peña Hamblin  | 2014. január 11. (-32 évesen)  | 1.78 m   |      |       | Ciemhcavi                          |
| 10  | LB    | Emanuel Araya Carvajal     | 2014. január 11. (-25 évesen)  | 1.78 m   |      |       | Ciemhcavi                          |
| 5   | LW    | Pablo Saborío Villalobos   | 2014. január 11. (-27 évesen)  | 1.72 m   |      |       | Ciemhcavi                          |
| 15  | LB    | Manuel Montero Barrantes   | 2014. január 11. (-30 évesen)  | 1.85 m   |      |       | Ciemhcavi                          |
| 4   | RW    | Sebastián Montero Jiménez  | 2014. január 11. (-18 évesen)  | 1.70 m   |      |       | CCDR San José                      |
| 9   | CB    | Christian Montero Coto     | 2014. január 11. (-35 évesen)  | 1.76 m   |      |       | Revolution San Pablo               |
| 3   | P CB  | Roy Arley Mora             | 2014. január 11. (-37 évesen)  | 1.80 m   |      |       | Revolution San Pablo               |
| 7   | LW    | Kevin Naranjo Vargas       | 2014. január 11. (-20 évesen)  | 1.70 m   |      |       | Revolution San Pablo               |
| 19  | LB    | Marcel Kaune Schmidt       | 2014. január 11. (-18 évesen)  | 1.88 m   |      |       | Universidad de Costa Rica          |
| 2   | P     | Renato Pérez Martínez      | 2014. január 11. (-22 évesen)  | 1.82 m   |      |       | Universidad de Costa Rica          |
| 16  | GK    | Jepherson Ruíz Duarte      | 2014. január 11. (-22 évesen)  | 1.86 m   |      |       | Universidad Nacional de Costa Rica |
| 13  | RW    | Kenneth Guzman Quesada     | 2014. január 11. (-35 évesen)  | 1.73 m   |      |       | Revolution San Pablo               |
| 23  | LB LR | Daniel Kaune Schmidt       | 2014. november 2. (-21 évesen) | 1.92 m   |      |       | ?                                  |

## Fordítás
- Ez a szócikk részben vagy egészben  a   Costa Rica national handball team című angol Wikipédia-szócikk fordításán alapul.  Az eredeti cikk szerkesztőit annak laptörténete sorolja fel. Ez a jelzés csupán a megfogalmazás eredetét és a szerzői jogokat jelzi, nem szolgál a cikkben szereplő információk forrásmegjelöléseként.